# Thành phố trực thuộc trung ương (Cộng hòa Dân chủ Nhân dân Triều Tiên)
Thành phố đặc biệt hay thành phố trực thuộc trung ương là một trong những đơn vị hành chính cấp một ở Cộng hòa Dân chủ Nhân dân Triều Tiên. Có bốn thành phố đặc biệt ở Triều Tiên.

## Loại thành phố đặc biệt
Thành phố đặc biệt là đơn vị hành chính có cấp bậc cao nhất và ngang với cấp tỉnh ở Triều Tiên. Có ba loại thành phố đặc biệt.
| Loại                        | Chosŏn'gŭl | Hancha | McCune–Reischauer | Các thành phố         | Số lượng |
| --------------------------- | ---------- | ------ | ----------------- | --------------------- | -------- |
| Thành phố quản lý trực tiếp | 직할시     | 直轄市 | Chikhalsi         | Bình Nhưỡng           | 1        |
| Thành phố đặc biệt          | 특별시     | 特別市 | T'ŭkpyŏlsi        | Rason, Nampo, Kaesong | 3        |
| Thành phố cấp đặc biệt      | 특급시     | 特級市 | T'ŭkkŭpsi         | Không có              | 0        |

## Danh sách
| Tên         | Chosŏn'gŭl | Hancha     | Loại                        | ISO      | Dân số    | Diện tích (km2) | Mật độ (/km2) | Thủ phủ     | Vùng    | Tỉnh liên quan | Năm thành lập |
| ----------- | ---------- | ---------- | --------------------------- | -------- | --------- | --------------- | ------------- | ----------- | ------- | -------------- | ------------- |
| Bình Nhưỡng | 평양직할시 | 平壤直轄市 | Thành phố quản lý trực tiếp | KP-01    | 3,255,388 | 3,194           | 1,019         | Chung-guyok | Kwanso  | Pyongan Bắc    | 1946          |
| Rason       | 라선특별시 | 羅先特別市 | Thành phố đặc biệt          | KP-13    | 205,000   | 746             | 275           | Rajin-guyok | Kwanbuk | Hamgyong Bắc   | 2010          |
| Nampo       | 남포특별시 | 南浦特別市 | Thành phố đặc biệt          | KP-??    | 366,815   | 829             | 442           | Waudo-guyok | Kwanso  | Pyongan Nam    | 2011          |
| Kaesong     | 개성특별시 | 開城特別市 | Thành phố đặc biệt          | không có | 308,440   | 1,309           | 235           |             | Haeso   | Hwanghae Bắc   | 2019          |

## Danh sách thành phố đặc biệt không còn tồn tại
| Tên      | Chosŏn'gŭl | Hancha | Sáp nhập vào | Tồn tại              |
| -------- | ---------- | ------ | ------------ | -------------------- |
| Chongjin | 청진시     | 淸津市 | Hamgyong Bắc | 1960–1967, 1977–1985 |
| Hàm Hưng | 함흥시     | 咸興市 | Hamgyong Nam | 1960–1967            |